# Vexin
El Vexin és una regió de França. A l'edat mitjana va constituir el comtat de Vexin que el 911 va quedar dividit entre França i Normandia. La part francesa va passar a la corona el 1077 i la part normanda el 1204.